# Reizl Bozyk
Reizl Bozyk, także Rose Bozyk i Róża Bożyk (ur. 13 maja 1914 w Polsce, zm. 30 września 1993 w Nowym Jorku) – polska i amerykańska aktorka teatralna żydowskiego pochodzenia, która zasłynęła głównie z ról w sztukach teatralnych w języku jidysz.
Jest pochowana na Mount Hebron Cemetery. Jej mężem był Maks Bożyk, również aktor.

## Filmografia
- 1990: Prawo i porządek
- 1988: Zmień kapelusz